# Sinik
Sinik, właściwie Thomas Gerard Idir (ur. 26 czerwca 1980 w Paryżu) – francuskojęzyczny raper. Jego ojciec jest Algierczykiem, ale jego matka jest Francuzką.
W 2001 założył własną wytwórnię płytową Six o Nine.

## Dyskografia

### Albumy solowe
- 2004 – En attendant l’album
- 2005 – La Main Sur Le Coeur (200.000 sprzedanych albumów  we Francji);
- 2006 – Sang Froid (ponad 500 000 sprzedanych albumów we Francji)
- 2007 – Le Toit Du Monde
- 2008 – Le Toit Du Monde (reedycja)
- 2009 – Ballon d’or

### Mixtape
- 2000 – Malsain
- 2003 – Artiste Triste